# 7220
7220 è il settimo album in studio del rapper statunitense Lil Durk, pubblicato nel 2022.

## Tracce
1. Started From – 2:01
2. Headtaps – 2:53
3. AHHH HA – 3:06
4. Shootout @ My Crib – 2:33
5. Golden Child – 1:54
6. No Interviews – 2:59
7. Petty Too (featuring Future) – 2:39
8. Barbarian – 2:29
9. What Happened to Virgil (featuring Gunna) – 3:01
10. Grow Up/Keep It on Speaker – 3:16
11. Smoking & Thinking – 2:27
12. Blocklist – 2:06
13. Difference Is (featuring Summer Walker) – 3:13
14. Federal Nightmares – 2:31
15. Love Dior Banks – 3:11
16. Pissed Me Off – 2:03
17. Broadway Girls (featuring Morgan Wallen) – 3:05

Edizione Deluxe
1. So What – 2:57
2. Huuuh – 2:54
3. Hear It Back (featuring Moneybagg Yo) – 2:14
4. Selling Lashes – 2:21
5. Burglars & Murderers (featuring EST Gee) – 2:40
6. Risky – 3:38
7. Did Shit to Me (featuring Doodie Lo) – 2:36
8. Smurk Outta Here – 2:21
9. IYKYK (featuring Ella Mai and A Boogie wit da Hoodie) – 3:03
10. Unhappy Father's Day – 3:27
11. Expedite This Letter – 2:23
12. Two Hours From Atlanta – 2:29
13. Hearing Sirens – 2:29